# Reimarus (cráter)
Reimarus es un cráter de impacto, ubicado en la parte sureste de la cara visible de la Luna. El extremo sudoriental erosionado del largo Vallis Rheita discurre justo al oeste del cráter. Al noreste se encuentra el cráter más grande y fuertemente desgastado Vega.
|  |

Se trata de un cráter muy desgastado y erosionado, con un borde exterior que ha sido interceptado y golpeado por múltiples impactos menores, particularmente en su mitad occidental. Varios pequeños cráteres se superponen al borde del brocal y a las paredes interiores, ubicadas sobre un terreno exterior generalmente elevado y desigual. En la parte suroeste del suelo interior presenta un pequeño cráter, con el resto de la planta marcada tan solo por unos pequeños cráteres.

## Cráteres satélite
Por convención estos elementos son identificados en los mapas lunares poniendo la letra en el lado del punto medio del cráter que está más cercano a Reimarus.
|          | \| Reimarus \| Coordenadas \| Diámetro \| \| -------- \| ----------------------------- \| -------- \| \| A \| 48°48′S 59°54′E / -48.8, 59.9 \| 29 km \| \| B \| 49°30′S 60°36′E / -49.5, 60.6 \| 16 km \| \| C \| 50°12′S 59°30′E / -50.2, 59.5 \| 11 km \| \| F \| 49°30′S 58°42′E / -49.5, 58.7 \| 7 km \| \| H \| 49°18′S 62°18′E / -49.3, 62.3 \| 10 km \| \| R \| 47°42′S 63°54′E / -47.7, 63.9 \| 35 km \| \| S \| 47°48′S 62°48′E / -47.8, 62.8 \| 9 km \| \| T \| 48°24′S 63°30′E / -48.4, 63.5 \| 24 km \| \| U \| 48°30′S 62°12′E / -48.5, 62.2 \| 20 km \| |          |
| Reimarus | Coordenadas | Diámetro |
| A        | 48°48′S 59°54′E / -48.8, 59.9 | 29 km    |
| B        | 49°30′S 60°36′E / -49.5, 60.6 | 16 km    |
| C        | 50°12′S 59°30′E / -50.2, 59.5 | 11 km    |
| F        | 49°30′S 58°42′E / -49.5, 58.7 | 7 km     |
| H        | 49°18′S 62°18′E / -49.3, 62.3 | 10 km    |
| R        | 47°42′S 63°54′E / -47.7, 63.9 | 35 km    |
| S        | 47°48′S 62°48′E / -47.8, 62.8 | 9 km     |
| T        | 48°24′S 63°30′E / -48.4, 63.5 | 24 km    |
| U        | 48°30′S 62°12′E / -48.5, 62.2 | 20 km    |